# L-glikol dehidrogenaza
-glikol dehidrogenaza (EC 1.1.1.185, glikol (nikotinamid adenin dinukleotid (fosfat)) dehidrogenaza, L-(+)-glikol:+ oksidoreduktaza, L-glikol:NAD(P)+ dehidrogenaza) je enzim sa sistematskim imenom L-glikol:+ oksidoreduktaza. Ovaj enzim katalizuje sledeću hemijsku reakciju
-glikol + NAD(P)+ {\displaystyle \rightleftharpoons } 2-hidroksikarbonilno jedinjenje + NAD(P)H + H+
Formirano 2-hidroksikarbonilno jedinjenje se može dalje oksidovati do vicinalnog dikarbonilnog jedinjenja. U suprotnom smeru se mogu redukovati: vicinalni diketoni, gliceraldehid, glioksal, metilglioksal, 2-okso-hidroksiketoni i 2-ketokiselinski estri.

## Literatura
- Nicholas C. Price; Lewis Stevens (1999). Fundamentals of Enzymology: The Cell and Molecular Biology of Catalytic Proteins (Third изд.). USA: Oxford University Press. ISBN 019850229X.
- Eric J. Toone (2006). Advances in Enzymology and Related Areas of Molecular Biology, Protein Evolution (Volume 75 изд.). Wiley-Interscience. ISBN 0471205036.
- Branden C; Tooze J. Introduction to Protein Structure. New York, NY: Garland Publishing. ISBN 0-8153-2305-0.
- Irwin H. Segel. Enzyme Kinetics: Behavior and Analysis of Rapid Equilibrium and Steady-State Enzyme Systems (Book 44 изд.). Wiley Classics Library. ISBN 0471303097.
- William P. Jencks (1987). Catalysis in Chemistry and Enzymology. Dover Publications. ISBN 0486654605.

## Spoljašnje veze
- L-glycol+dehydrogenase на 